# گمینا کانکولونگتسا
گمینا کانکولونگتسا (به لهستانی:  Gmina Kąkolewnica) یک گمینا در لهستان است که در شهرستان رازنگ پودلاسکی واقع شده‌است. گمینا کانکولونگتسا ۱۴۷٫۷۱ کیلومتر مربع مساحت و ۸٬۴۵۹ نفر جمعیت دارد.